# Flora Parker DeHaven
Flora Parker DeHaven (Perth Amboy, 1 de septiembre de 1883-Hollywood, 9 de septiembre de 1950) fue una bailarina y actriz de cine mudo estadounidense.

## Trayectoria
Flora Parker nació en Perth Amboy, Nueva Jersey. Fue coprotagonista de Paramount-Artcraft junto con su esposo. Su primera aparición se produjo en Nueva Orleans en acciones. Se convirtió en actriz principal con Nat Goodwin.
En 1901 debutó en Broadway en The Telephone Girl (1901) y dos años después interpretó Mr. Bluebeard. En Broadway también participó en The Queen of the Moulin Rouge (1908), The Girl and the Wizard (1909), All Aboard (1913) y His Little Widows (1917).
Interpretó vodevil con su marido, como el papel de la reina en Queen of the Moulin Rouge o The Girl and the Wizard and Hanky-Panky. También participó en varias comedias cinematográficas ligeras con música como la serie Timothy Dobbs.  Otras de sus películas incluyen The College Orphan, The Wrong Door, Twin Beds, The Girl in the Taxi, My Lady Friends y Marry the Poor Girl, que representó durante 30 años.
La Sra. DeHaven era una bailarina excepcionalmente buena. Debutó en el cine bajo la bandera de Universal, de la que pasó a Goldwyn como coprotagonista con su esposo en una serie de comedias de dos rollos y luego a Paramount-Artcraft, también como coprotagonista. A menudo se la llamaba "Mrs. Carter DeHaven". Era de estatura media y tenía la tez y los ojos oscuros.
Sobre 1915, se casó con el actor y director Carter DeHaven, con el que tuvo tres hijos, entre los que se encuentran la actriz Gloria De Haven y el productor Carter DeHaven Jr.
El 9 de septiembre de 1950, DeHaven murió de un ataque al corazón en Hollywood, California, a los 67 años.